# اشتنفلد
اشتنفلد (به آلمانی: Estenfeld) یک شهر در آلمان است که در Würzburg واقع شده‌است.